# V412 Геркулеса
V412 Геркулеса (лат. V412 Herculis) — двойная затменная переменная звезда типа Беты Лиры (EB) в созвездии Геркулеса на расстоянии приблизительно 2511 световых лет (около 770 парсек) от Солнца. Видимая звёздная величина звезды — от +15,5m до +14,7m. Орбитальный период — около 0,3362 суток (8,0691 часа).
Открыта Куно Хофмейстером в 1959 году.

## Характеристики
Первый компонент — оранжевый карлик спектрального класса K0*. Масса — около 1,17 солнечной, радиус — около 1,12 солнечного, светимость — около 1,2 солнечной. Эффективная температура — около 5050 K.
Второй компонент — оранжевый карлик спектрального класса K. Масса — около 0,47 солнечной, радиус — около 0,74 солнечного, светимость — около 0,69 солнечной. Эффективная температура — около 5000 K.